# بيل روب
بيل روب (بالإنجليزية: Bill Robb)‏ هو سياسي أسترالي، ولد في 20 أكتوبر 1927، وتوفي في 23 يناير 2012. حزبياً، نشط في حزب العمال الأسترالي. وقد انتخب عضو الجمعية التشريعية نيو ساوث ويلز.